# Вайсс, Карл Фридрих
Карл Фридрих Вайсс (нем. Carl Friedrich Weiss; 21 января 1901, Лейпциг — 28 октября 1981, Лейпциг) — немецкий физик ядерщик.
Один из пионеров в области ядерных исследований, после окончания второй мировой войны был захвачен и добровольно-принудительно под присмотром НКВД начал работать в СССР, возглавив организованную в 1946 группу по изучению искусственной радиоактивности в лаборатории «В» (ныне Государственный научный центр РФ «Физико-энергетический институт») в Обнинске.

## Биография
Родился в Лейпциге.
Изучал физику в университете Бреслау, в 1928 г. защитил диссертацию на тему «Определение вероятности перехода из возбужденных состояний атомов натрия».
С 1928 по 1931 год был старшим ассистентом в Физическом институте Гиссенского университета г. Гиссен. В 1931 году переезжает в Берлин и устраивается работать в Государственное физико-техническое ведомство (Die Physikalisch-Technische Reichsanstalt), где проработал почти 15 лет. К этому времени он являлся старшим правительственным советником. За это время им были проведены многочисленные исследования в области изучения естественной радиоактивности. Его особой темой было исследования радия и продуктов его распада. Так им впервые был получен источник элемента полоний 210.

После возвращения в 1955 году в Германию[откуда?] он в 1956 году получает место профессора в лейпцигском университете и становится директором института прикладной радиоактивности в Лейпциге.
Основными его научными интересами стали в это время метрология радиоактивных веществ, изготовление стандартов радиоактивного излучения, а также взаимодействие радиоактивного излучения с веществом. Автор монографии «Радиоактивные стандартные препараты».